# Swainsona novae-zelandiae
Swainsona novae-zelandiae är en ärtväxtart som beskrevs av William Jackson Hooker. Swainsona novae-zelandiae ingår i släktet Swainsona och familjen ärtväxter.

## Underarter
Arten delas in i följande underarter:
- S. n. glabra
- S. n. novae-zelandiae